# Belmonte in Sabina
Belmonte in Sabina là một đô thị ở tỉnh Rieti trong vùng Latium, có khoảng cách khoảng 60 km về phía đông bắc của Roma và cách khoảng 10 km southvề phía đông của Rieti. Tại thời điểm ngày 31 tháng 12 năm 2004, đô thị này có dân số 645 người và diện tích là 23,6 km².
Belmonte in Sabina giáp các đô thị: Longone Sabino, Rieti, Rocca Sinibalda, Torricella in Sabina.